# Rumania en los Juegos Olímpicos de Atenas 2004
Rumania estuvo representada en los Juegos Olímpicos de Atenas 2004 por un total de 108 deportistas que compitieron en 16 deportes.  
La portadora de la bandera en la ceremonia de apertura fue la remera Elisabeta Oleniuc-Lipă.

## Medallistas
El equipo olímpico rumano obtuvo las siguientes medallas:
| Nombre | Deporte            | Competición                  |
| --- | ------------------ | ---------------------------- |
| Oro |                    |                              |
| Oana Ban Alexandra Eremia Cătălina Ponor Monica Roșu Nicoleta Daniela Șofronie Silvia Stroescu                                         | Gimnasia artística | Concurso completo por eqs. F |
| Monica Roșu | Gimnasia artística | Salto de potro F             |
| Cătălina Ponor | Gimnasia artística | Barra de equilibrio F        |
| Cătălina Ponor | Gimnasia artística | Suelo F                      |
| Camelia Potec | Natación           | 200 m libre F                |
| Georgeta Damian Viorica Susanu | Remo               | Dos sin timonel (W2-) F      |
| Constanța Burcică Angela Alupei | Remo               | Doble scull ligero (LW2x) F  |
| Rodica Florea Viorica Susanu Aurica Bărăscu Ioana Papuc Liliana Gafencu Elisabeta Lipă Georgeta Damian Doina Ignat Elena Georgescu (t) | Remo               | Ocho con timonel (W8+) F     |
| Plata |                    |                              |
| Marian Oprea | Atletismo          | Triple salto M               |
| Ionela Târlea | Atletismo          | 400 m con vallas F           |
| Marian Drăgulescu | Gimnasia artística | Suelo M                      |
| Marius Urzică | Gimnasia artística | Caballo con arcos M          |
| Nicoleta Daniela Șofronie | Gimnasia artística | Suelo F                      |
| Bronce |                    |                              |
| Maria Cioncan | Atletismo          | 1500 m F                     |
| Ionuț Gheorghe | Boxeo              | Wélter ligero (64 kg) M      |
| Marian Drăgulescu Ilie Popescu Dan Potra Răzvan Selariu Ioan Silviu Suciu Marius Urzică                                                | Gimnasia artística | Concurso completo por eqs. M |
| Marian Drăgulescu | Gimnasia artística | Salto de potro M             |
| Alexandra Eremia | Gimnasia artística | Barra de equilibrio F        |
| Răzvan Florea | Natación           | 200 m espalda M              |